# Szabó János (játékvezető)
Szabó János (Budapest, 1951. március 19. – 2016. november 12. előtt) magyar nemzeti labdarúgó-játékvezető. Polgári foglalkozása önkormányzati dolgozó, műszaki előadó.

## Pályafutása
Játékvezetésből Budapesten vizsgázott. Vizsgáját követően a Budapesti Labdarúgó-szövetség (BLSZ) által üzemeltetett labdarúgó bajnokságokban kezdte sportszolgálatát. A BLSZ JB felterjesztésével NB III-as, egyben országos utánpótlás bíró. A Magyar Labdarúgó-szövetség Játékvezető Bizottságának (JB) minősítésével előbb NB II-es, majd 1988-tól NB I-es játékvezető. Küldési gyakorlat szerint rendszeres partbírói szolgálatot is végzett. Sportpolitikai okok miatt - belviszály - visszaminősítették a másodosztályba.[forrás?] Pályafutása alatt rendszeres résztvevője a futsal bajnokságoknak, különféle kispályás tornáknak. A nemzeti játékvezetéstől 1996-ban visszavonult. NB I-es mérkőzéseinek száma: 14.
| Időpont             | Helyszín                          | Mérkőzés típusa          | Mérkőzés                         | Eredmény |
| ------------------- | --------------------------------- | ------------------------ | -------------------------------- | -------- |
| 1988. augusztus 24. | Révész Géza utcai stadion, Siófok | első NB I-es mérkőzése   | Siófoki Bányász–Veszprémi SE     | 4 – 0    |
| 1990. május 12.     | Nagyerdei stadion, Debrecen       | utolsó NB I-es mérkőzése | Debreceni VSC–Tatabányai Bányász | 0 – 0    |

## Sportvezetői pályafutása
A Pest Megyei Labdarúgó-szövetség (PLSZ) JB, majd a BLSZ JB elnökségének tagjaként, az utánpótlásért felelős szakember, az MLSZ JB-nél játékvezető ellenőr.

## Szakmai sikerek
2013-ban 40 éves játékvezetői vizsgája alkalmából az MLSZ JB elnöke Berzi Sándor, ifj. emlékplakettet adott részére.

## Külső hivatkozások
- Szabó János. focibiro.hu. [2015. december 22-i dátummal az eredetiből archiválva]. (Hozzáférés: 2015. október 9.)
- Szabó János. nela.hu. (Hozzáférés: 2015. október 9.)
- Szabó János. szabolcsjb.hu. [2015. december 8-i dátummal az eredetiből archiválva]. (Hozzáférés: 2015. október 9.)